# Сакральный движ
«Сакра́льный движ» — мини-альбом екатеринбургской экспериментальной электронной группы «4 Позиции Бруно» (4ПБ), выпущенный 1 марта 2020 года.

## Участники записи
- Слова — А. Ситников
- Голос — А. Ситников
- Музыка — А. Ситников и А. Клевцов
- Оформление — О. Чернавских

## Список композиций
| №  | Название                         | Длительность |
| -- | -------------------------------- | ------------ |
| 1. | «Сакральный Движ»                | 5:50         |
| 2. | «Побег»                          | 3:44         |
| 3. | «Пятый Месяц, Четвертый День...» | 6:46         |
| 4. | «Что Было, То и Будет»           | 6:52         |

## Критика
В издании «Родной звук» было отмечено про альбом: «Всё, что вы в нём видите, всё, что в нём можно услышать, — это полноценная мысль, и в ней — заметьте — нет ничего лишнего! Начиная с названия, А. Клевцов и А. Ситников готовят слушателя к столкновению с проблемой. Заключается она в следующем: что реально, а что нет? Кто корень зла всех человеческих бед?»
Лео Ковалев на сайте Pofaktam.ru отметил, что мини-альбом «не добавляет ничего нового к тому, что Ситников и Клевцов уже сделали за 20-летнюю историю коллектива. Это вновь хтонь, токсичный даб с семплами из „Иванушек“ и макабрически-ехидные песни про поезда с мертвецами до Тагила».
На сайте The Flow было отмечено, во-первых, что в релизе «очень чётко выверен баланс: два инструментальных трека и две песни», а во-вторых, что в песне «Побег» «здорово обыгран семпл из старой вещи Иванушек International — на нём построена целая история».